# WorldTracer
WorldTracer ist eine von SITA in Zusammenarbeit mit der IATA angebotene Dienstleistung zur Verfolgung von Reisegepäckstücken. Sie wird seit Jahren von den meisten Fluggast-Airlines, zum Beispiel von Lufthansa oder Emirates genutzt. Das System erlaubt unter anderem die schnelle Ermittlung von fehlgeleitetem Gepäck. 
Es arbeitet global und kann so Informationen mit jedem der derzeit 2.800 angeschlossenen Flughäfen austauschen. Gepäckstücke können bis zu 100 Tage nachverfolgt werden. Für noch bessere Ergebnisse arbeitet WorldTracer mit den Gepäckermittlungssystemen anderer Hersteller zusammen. Die Schnittstelle mit dem Internet erlaubt auch dem Reisenden nach Erteilung einer Vorgangsnummer die selbsttätige Überwachung des Ermittlungsvorgangs.